# Sofiane Bouterbiat
Sofiane Bouterbiat (sinh ngày 5 tháng 12 năm 1983 ở Oran) là một cầu thủ bóng đá người Algérie. Anh hiện tại thi đấu cho MC El Eulma ở Giải bóng đá hạng nhất quốc gia Algérie.

## Sự nghiệp câu lạc bộ
Sofiane Bouterbiat ký hợp đồng với MC Oran vào mùa hè năm 2011, gia nhập theo dạng chuyển nhượng tự do từ USM Annaba.